# Shut Eye
Shut Eye est une série télévisée américaine, en vingt épisodes de 42 minutes, créée par Leslie « Les » Bohem (en), diffusée entre le 7 décembre 2016 et le 6 décembre 2017 sur la plate-forme de vidéo à la demande Hulu et dès le 31 décembre 2016 sur le service CraveTV au Canada.
Cette série est inédite dans tous les pays francophones.

## Synopsis
La série sera centrée autour de la vie du magicien « raté » Charlie Haverford, qui décide de travailler comme médium. Cependant celui-ci arnaque ses clients. Lorsqu'un jour, après avoir subi un choc crânien, il s'aperçoit d'un mystérieux changement en lui et présente des signes de prédictions, ce qui va tout changer…

## Distribution
Sauf indication contraire, les informations mentionnées dans cette section peuvent être confirmées par la base de données cinématographiques IMDb,  présente dans la section « Liens externes ».

### Acteurs principaux
- Jeffrey Donovan : Charlie Haverford
- KaDee Strickland : Linda Haverford, la femme de Charlie
- Angus Sampson : Fonzo
- David Zayas : Eduardo Bernal
- Susan Misner : Dr Nora White, une neuroscientifique
- Emmanuelle Chriqui : Gina, une hypnotiseuse
- Isabella Rossellini : Rita
- Dylan Schmid : Nick (saison 2)
- Havana Guppy : Drina (saison 2)

### Acteurs récurrents
- Layla Alizada (en) : Simza (15 épisodes)
- Mel Harris : Nadine Davies (9 épisodes)
- Zak Santiago : White Tony (8 épisodes)
- Caleb Z Smith : Li'l Tony Ranko (8 épisodes)
- Callie Hope Haverda : Lala Marks (8 épisodes)
- Lorrie Odom : Sharon (8 épisodes)
- Leah Gibson (en) : Sylvia Haverford (7 épisodes)
- Tyler Johnston : Ted (7 épisodes)
- Rowena King : Maggie Sexton-Templesmith (6 épisodes)
- Aasif Mandvi : Pazhani 'Paz' Kapoor (6 épisodes)
- Noah Bean : Foster Hilburn (6 épisodes)
- Bart Braverman : Josip (6 épisodes)
- Sonja Sohn (5 épisodes)
- Luke Camilleri : Terry (5 épisodes)
- Jordan Feldman : Marty (5 épisodes)
- Roan Curtis : Emma Gilbert (5 épisodes)
- Darcy Laurie : Kevin (4 épisodes)
- Milli Wilkinson : Lala, plus jeune (4 épisodes)
- Deva Middleton : Sebastian (4 épisodes)
- Markian Tarasiuk : Crest (4 épisodes)

### Invités
- Colin Lawrence (en) : Denny (2 épisodes)
- Brian Markinson (2 épisodes)
- Jim Beaver : Bob Caygeon (2 épisodes)
- Barclay Hope (2 épisodes)
- Jonathan Banks (saison 2, épisode 7)

## Production

### Développement
La série a obtenu une commande de dix épisodes.
Le 20 mars 2017, la série a été renouvelée pour une deuxième saison de dix épisodes, diffusée le 6 décembre 2017. David Hudgins, qui a été le showrunner de la première saison, a été remplacé par John Shiban pour la deuxième.
Le 30 janvier 2018, la série a été annulée

### Casting
Entre janvier et février 2016, les rôles principaux ont été obtenus dans cet ordre : Jeffrey Donovan, Susan Misner, Emmanuelle Chriqui, KaDee Strickland, David Zayas, Isabella Rossellini et Angus Sampson.

### Fiche technique
Sauf indication contraire, les informations mentionnées dans cette section peuvent être confirmées par la base de données cinématographiques IMDb,  présente dans la section « Liens externes ».
- Titre original : Shut Eye
- Création : Leslie Bohem (en)
- Réalisation : Johan Renck, Stephen Gyllenhaal, Bronwen Hughes, Clark Johnson, Larysa Kondracki, Michael Morris, Minkie Spiro, Michael Trim, Daisy von Scherler Mayer	et Craig Zisk
- Scénario : Tom Pabst, Hiram Martinez et Leslie Bohem
- Direction artistique : Seth Reed
- Photographie : Pierre Gill
- Casting : Carrie Audino, Helen Geier et Laura Schiff
- Musique : Ben Decter[12]
- Production : Ron French, Mark Johnson et Jim Sodini
- Production exécutive : Melissa Bernstein, David Hudgins et Larysa Kondracki
- Sociétés de production : TriStar Television (en), Gran Via Productions
- Sociétés de distribution : Hulu
- Pays d'origine :  États-Unis
- Langue originale : anglais
- Format : couleur
- Genre : dramatique
- Durée : 42 minutes

## Épisodes

### Première saison (2016)
Composée de dix épisodes, elle a été diffusée le 7 décembre 2016 sur la plate-forme de vidéo à la demande Hulu.
1. titre français inconnu (Death)Pilot
2. titre français inconnu (The Hanged Man)
3. titre français inconnu (The Fool)
4. titre français inconnu (The Tower - Reversed)
5. titre français inconnu (The Magician)
6. titre français inconnu (Judgement)
7. titre français inconnu (Two of Swords)
8. titre français inconnu (Five of Cups)
9. titre français inconnu (Wheel of Fortune)
10. titre français inconnu (Ace of Swords)

 Sauf indication contraire, les informations mentionnées dans cette section peuvent être confirmées par les bases de données cinématographiques IMDb et Allociné,  présentes dans la section « Liens externes ».,

### Deuxième saison (2017)
Composée de dix épisodes, elle a été diffusée le 6 décembre 2017 sur la plate-forme de vidéo à la demande Hulu.
1. titre français inconnu (We're Not in Kansas Anymore)
2. titre français inconnu (Shortchanged)
3. titre français inconnu (Guys and Dolls)
4. titre français inconnu (Are You Listening?)
5. titre français inconnu (Charles the Magnificent)
6. titre français inconnu (Crimes and Punishments)
7. titre français inconnu (Purple Hearts)
8. titre français inconnu (Karma Chameleon)
9. titre français inconnu (Vérité)
10. titre français inconnu (There's No Place Like Home)

 Sauf indication contraire, les informations mentionnées dans cette section peuvent être confirmées par les bases de données cinématographiques IMDb et Allociné,  présentes dans la section « Liens externes ».,

## Distinctions
Récompense
- The Joey Awards Vancouver 2017 : meilleur acteur régulier ou principal dans une série télévisée de 18 ans et plus pour Dylan Schmid[17]